# フレンチパラドックス
フレンチパラドックス（英: French paradox）とは、フランス人は相対的に喫煙率が高く、飽和脂肪酸が豊富に含まれる食事を摂取しているにもかかわらず、冠状動脈性心臓病に罹患することが比較的少ないという逆説的な疫学的な観察のことである。フレンチパラドックスの用語は、フランスのボルドー大学の科学者であるセルジュ・ルノーによる造語である。
この観察は2つの重要な可能性を示唆する。まず、飽和脂肪酸を心血管疾患に結びつけることが有効な仮説ではないということ（完全無効）。次の可能性は、飽和脂肪酸と心血管疾患は関連するが、フランスの食事習慣や生活習慣がこのリスクを緩和するということ。メディアも関心を示し、研究が行われてきた。

## 一般社会への影響
赤ワインが心臓疾患の発生率を減少させることを推定した、このパラドックスの説明が、1991年にアメリカ合衆国のCBS番組「60 Minutes」で放送された際には赤ワインの消費量が44%も増加し、一部のワイナリーは、ワインに健康食品の認証ラベルを付ける権利獲得のためロビー活動を始めた。

## 状況説明
国際連合食糧農業機関 (FAO) のデータによると、2002年で平均的なフランス人は108g/日の動物性脂肪を消費している一方、平均的アメリカ人は72g/日しか消費していない。
フランス人は、アメリカ人に比較して4倍量のバター、60%増しのチーズ、3倍近い量の豚肉を多く食べている。フランス人の総脂肪摂取は171g/日で、アメリカ人の157g/日をわずかに上回っている程度であるが、フランス人ははるかに多くの飽和脂肪酸を消費している。
これは、アメリカ人が脂肪の多くを植物油の形で消費しており、その殆どは大豆油であることによる。英国心臓財団の1999年からのデータによると、35-74歳の男性の虚血性心疾患による死亡率は、アメリカでは10万人あたり115人で、フランスでは10万人あたり83人である。

## 研究結果
2009年のシステマティック・レビューでは、トランス脂肪酸の消費と冠状動脈性心疾患(CHD)の関連の強い証拠があったが、飽和脂肪酸の消費とでは弱い証拠であり、ランダム化比較試験はまだ実施されていない。